# 120 Horas
120 horas é um romance brasileiro de drama, suspense e mistério, escrito por Luis Eduardo Matta. Sua primeira edição foi publicada no Brasil em 2005.

## Trama
Aurélio Marcondes Amorim é um cientista brasileiro que, após obter na Rússia a cobiçada fórmula da Bomba de hidrogênio, é assassinado em Damasco por agentes ligados ao governo da Síria. A morte acontece em segredo, mas o irmão de Aurélio, Horácio, um arquiteto bonachão, dono de um bem-sucedido escritório de arquitetura no Rio de Janeiro em sociedade com a mulher, depois de algumas semanas sem receber notícias dele, decide viajar para localizá-lo, encorajado pelo amigo Gabriel Karam. O paradeiro de Aurélio sempre fora um mistério desde que ele saíra do Brasil, seis anos antes, para tentar a vida no exterior.
120 horas é, também, a história do físico Fauzi Abi Raad, casado com a estilista Randa Nohra, dona de uma elegante grife de alta-costura de Beirute, no Líbano, que vê seu casamento desmoronar por causa de seu envolvimento com o sigiloso programa nuclear da Síria. Disposto a abandonar o trabalho em nome do amor por Randa, Fauzi acaba enfrentando a ira do regime sírio e de sua grande aliada, a armadora libanesa Evelyn Wakim Pietrangeli, uma mulher fria e inescrupulosa, ligada à máfia russa e que usa os seus navios para transportar armamentos e material atômico para a Síria. Amargurada com a decadência do relacionamento com o marido, mas alheia aos graves problemas dele, Randa Nohra esmera-se na organização de uma grande festa que irá celebrar os quinze anos de sua grife no mês seguinte num hotel de luxo, em Beirute.
Mas um fato inesperado muda a rotina de todos: Fauzi desaparece, durante uma viagem de helicóptero. Ele levava consigo documentos importantes que detalhavam as atividades clandestinas do programa nuclear sírio. Aparentemente disposto a se vingar dos anos de opressão que sofreu por parte dos sírios e, principalmente, da tirânica Evelyn Wakim, Fauzi põe em prática um plano maquiavélico que culmina com uma chantagem. A partir daí a trama dá sucessivas reviravoltas que levam à descoberta de uma grande conspiração em curso há muitos meses. Em paralelo a tudo isso, Horácio e Gabriel avançam na busca por Aurélio e se aproximam de desvendar os segredos que o ligam ao regime sírio e ao sujo império financeiro de Evelyn Wakim.